# Friedrich Welz
Friedrich Maximilian Welz (* 2. November 1903 in Salzburg; † 5. Februar 1980 ebenda) war ein österreichischer Kunsthändler und Verleger.

## Biographie

### Aufbau der Galerie Welz
Friedrich Welz erlernte mehrere Handwerksberufe, fühlte sich jedoch zeit seines Lebens zur Kunst hingezogen. Nach dem Erwerb beachtlicher Kunstkenntnisse und ersten Erfahrungen im Kunsthandel als Autodidakt übernahm er 1934 als Geschäftsführer und 1937 als Eigentümer die väterliche Bilderrahmen-Handlung in der Sigmund-Haffner-Gasse. Darin eröffnete er seinen „Kunstladen“, aus dem sich bald die „Galerie Welz“ entwickelte, deren erste Ausstellungen den Werken Klimts, Schieles, Kubins und Kokoschkas gewidmet waren. Spätere Ausstellungen hatten die Wiener Secession, den Nötscher Kreis, die italienische und französische Kunst des 19. und 20. Jahrhunderts sowie den deutschen Expressionismus zum Thema. 1937 verlegte er die Galerie in die frei gewordenen Schauräume der „Wittek-Villa“ in der Schwarzstraße. Dort organisierte er die im austrofaschistischen Ständestaat viel beachtete „Waldmüller-Ausstellung“. Prominente Besucher waren unter anderem der damalige Salzburger Landeshauptmann Franz Rehrl und der österreichische Bundeskanzler Kurt Schuschnigg.

### Aufstieg während des Nationalsozialismus
Während der nationalsozialistischen Ära, im April 1938, übernahm Welz die Wiener Galerie Würthle (nach der Arisierung dieser am 3. April 1938) von der ehemaligen Eigentümerin Lea Bondi-Jaray, von der er kurz vor ihrer Flucht auch Schieles „Wally von Krumau“ deutlich unter Wert erwarb, und führte sie bis zur Restitution im Jahr 1949 als „Galerie Welz“. Zur Spatenstichfeier für den Bau der Reichsautobahn am Walserberg eröffnete er im April 1938 in seiner Galerie in Salzburg die Wanderausstellung „Die Straßen des Führers“ und etablierte sich damit im Kulturbetrieb des neuen Regimes. Am 1. Mai 1938 wurde er in die NSDAP aufgenommen (Mitgliedsnummer 6.339.332). Die Beilegung der Sudetenkrise im Oktober desselben Jahres nahm er zum Anlass, eine Schau über sudetendeutsche Kunst in seiner Wiener Dependance zu präsentieren. 1939 bzw. 1940 kaufte Welz außerdem – ebenfalls weit unter ihrem eigentlichen Wert – insgesamt 26 Werke, darunter Schieles „Umarmung“ und „Kardinal und Nonne“ sowie Josef Dobrowskys „Arme im Geiste“, aus der umfangreichen Kunstsammlung des jüdischen Zahnarztes Heinrich Rieger. 1940 zeigte er dann noch die besonders von den neuen nationalsozialistischen Machthabern geschätzte Ausstellung zu Hans Makart, mit deren Hilfe er sich nunmehr vollständig in der seit dem Anschluss neu formierten Kunstszene integrieren konnte. Die Schutzherrschaft dieser Ausstellung, als deren künstlerischer Leiter Welz selbst fungierte, übernahm Hermann Göring. Als Herausgeber des begleitenden und mit einem Vorwort des Gauhauptmanns Albert Reitter versehenen Katalogs, zeigte sich der Leibfotograf Adolf Hitlers, Heinrich Hoffmann verantwortlich.

## Kritik
Welz gehörte zu den führenden Kunsthändlern während des Nationalsozialismus. 1941 kaufte er bei einer Spedition, die Wohnungsräumungen von deportierten Jüdinnen und Juden durchführte, die zwei Klimtgemälde „Litzlberg am Attersee“ und „Kirche in Cassone“. Beide Gemälde stammen aus dem Besitz von Amalie Redlich (geb. Zuckerkandl). Im teils besetzten Frankreich erwarb Welz während des Zweiten Weltkrieges zu Billigstpreisen wertvolle Kunstwerke, die er im Deutschen Reich mit großem Profit verkaufte oder teilweise in den Besitz der sich in Gründung befindlichen „Salzburger Landesgalerie“ stellte. Viele der auf diese Weise erworbenen Bilder und Kunstwerke der Landesgalerie mussten jedoch nach 1945 aufgrund der Londoner Deklaration wieder zurückgegeben werden. Zudem unternahm er im Auftrag von Baldur von Schirach und weiteren prominenten NS-Größen regelrechte Einkaufsreisen ins besetzte Paris, die ihm neben eigenem Profit auch die Freundschaft zu politischen Entscheidungsträgern brachte. So entwickelte er sich, gestützt durch die Gau- und Reichsleitung, vom Leiter einer privaten Galerie zum Chef der Salzburger Landesgalerie und zu einem der führenden Kunsthändler des Naziregimes. All diese Aktivitäten brachten ihm im später wieder erstandenen Österreich zwar schwere Vorwürfe ein, konnten seine weitere Karriere aber nicht gefährden. Ein Verfahren nach dem Kriegsverbrechergesetz wurde 1950 eingestellt und seine Verbindungen zu nationalsozialistischen Persönlichkeiten sowie seine Verquickungen zu Arisierungen jüdischen Vermögens für lange Zeit nicht weiter hinterfragt.
Eine zwiespältige Position nahm er mit seinem Eintreten für die sogenannte Entartete Kunst ein, als er sich 1941 für die Ausstellung von Künstlern des Nötscher Kreises im Rahmen der „Kärntner Kunstschau“ einsetzte. Der Grund dafür mag darin bestanden haben, dass er solche Werke in größerem Umfang als Spekulationsobjekte hortete und, offenbar mit Billigung der Machthaber, diese Bilder nicht zerstörte, sondern mit großem Gewinn zu Geld machte.

### Wirken nach 1945
Nach dem Einmarsch der US-amerikanischen Truppen wurde Welz von diesen vorübergehend im Internierungslager Glasenbach festgehalten, konnte seine Rolle während der nationalsozialistischen Ära gegenüber den amerikanischen Beamten jedoch derart herunterspielen, dass er nach wenigen Wochen wieder auf freiem Fuß stand. Laut einer anderen Quelle, soll Welz nach dem 8. Mai 1945 bis zum 14. April 1947 wegen „Ankäufen“ von Kunstgegenständen, die er im Auftrag der Salzburger Gauleitung durchgeführt hatte, von (eventuell französischen) Besatzungstruppen inhaftiert worden sein. Anschließend soll er in durch die amerikanische Militärregierung Salzburgs angeordneten Stadtarrest entlassen worden sein. Die Amerikaner setzen für Welz' Salzburger Kunsthandlung den kommissarischen Verwalter Fritz Hoefner ein, der Welz am 26. Juni 1947 wegen der „Arisierung“ einer Villa in St. Gilgen, der Galerie Würthle und der Sammlung Heinrich Rieger im Sinne des § 6 KVG wegen „missbräuchlicher Bereicherung“ bei der Staatsanwaltschaft des Volksgerichtes in Linz anzeigte. Das Verfahren endete 1949 bzw. 1950 mit einem Teilanerkenntnis und einem außergerichtlichen Vergleich.
Nach seiner Freilassung konzentrierte sich Welz wieder auf seine Ausstellungstätigkeit und trug mit seinen Präsentationen zu Toulouse-Lautrec über Steinhart, Kolig und Thöny bis zu Chagall und Manzù, der künstlerisch mit Salzburg besonders verbunden war, zur Neubelebung der Kunstszene in Salzburg und in ganz Österreich bei. So veranstaltete Welz 1948 die erste Personalausstellung des Expressionisten Leopold Birstinger. Im selben Jahr gründete er seinen eigenen Verlag („Galerie Welz“), als dessen bedeutendste Leistungen die Werksverzeichnisse von Kokoschka (seit 1956) und Klimt (seit 1967) gelten.
Auf seine bereits 1943 ventilierte Idee hin wurde 1953 die „Schule des Sehens“ gegründet, die als „Internationalen Sommerakademie für Bildende Kunst“ unter der künstlerischen Leitung von Oskar Kokoschka realisiert und von Welz selbst bis 1963 organisatorisch geleitet wurde. Die Sommerakademie unterschied sich dabei durch ihre begrenzte Dauer von vier Wochen und der Tatsache, dass es keine Aufnahmeprüfung, keine Einschränkung aufgrund Nationalität, Geschlecht, Alter oder Vorbildung gab in vielerlei Hinsicht von anderen Ausbildungsstätten. Welz gründete ebenso die Internationale Sommerakademie für Bauen, die jahrelang Konrad Wachsmann leitete. Junge Architekten der Avantgarde Österreichs, Deutschlands, der Schweiz, Skandinaviens nahmen daran teil (Hollein, Achleitner, Uhl u. v. a.).
1976 vermachte Welz einen Großteil seiner privaten Sammlung, darunter das vollständige druckgraphische Werk Oskar Kokoschkas, mit dem ihn eine lebenslange Freundschaft verband, dem Land Salzburg. Dieses sah sich durch die Schenkung dazu veranlasst, das seit 1974 nicht mehr genutzte „Rupertinum“, einen mittelalterlichen Gebäudekomplex, der einst unter Fürsterzbischof Paris Lodron als Ausbildungsstätte des Priester- und Beamtennachwuchses erbaut wurde, zu erwerben und als Museum zu adaptieren. Welz fungierte von der Eröffnung der „Modernen Galerie und Graphischen Sammlung Rupertinum“ im Jahr 1977 bis zu seinem Tod 1980 als deren erster Rektor. Für seine Leistungen erhielt er zahlreichen Ehrungen der Republik Österreich, des Landes Salzburg und der Landeshauptstadt Salzburg. Unter anderem wurde er mit der Verleihung eines Professorentitels und mit der Würde eines Ehrensenators der Universität Salzburg bedacht.
Welz starb am 5. Februar 1980 in seiner Heimatstadt und wurde im Familiengrab am Salzburger Kommunalfriedhof beigesetzt.

## Ansprüche auf Rückgabe der von Welz erworbenen NS-Raubkunst
Zahlreiche Klagen wurden eingereicht, um die Rückgabe von Kunstwerken zu fordern, die Welz von jüdischen Sammlern während des Nationalsozialismus in Österreich erworben hatte. Dazu gehören Ansprüche der Erben von Lea Bondi auf das Bildnis der bereits genannten „Wally“ von Egon Schiele und der Erben von Heinrich Rieger auf den „Bildstock“, ebenfalls von Schiele. 2023 wurde ein Werk Klimts von 1910, das Irene Beran vor ihrer Flucht vor den Nazis gehört hatte, Gegenstand einer Rückgabe- und Rückkaufvereinbarung zwischen den Erben Berans und Ronald S. Lauder.

## Trivia
- Am dritten Todestag von Welz, dem 5. Februar 1983, wurde in der Salzburger Altstadt die „Moderne Galerie und Graphischen Sammlung Rupertinum“ eröffnet, die heute zum Museum der Moderne Salzburg gehört.
- Welz war der Bruder des Malers und Architekten Hans Welz (* 1900 in Salzburg; † 1975 in Kapstadt) der sich später mit Vornamen „Jean“ nannte und heute als einer der bedeutenden Maler Südafrikas gilt.